# Omer Faruk
Príncipe Omer Faruk (em turco otomano: شهزادہ عمر فاروق ; também Ömer Faruk Osmanoğlu; 27 de fevereiro de 1898 - 28 de março de 1969) foi o filho do último califa do mundo muçulmano, Abdulmejid II, e de sua consorte, Şehsuvar Hanım. Ele também era genro do sultão Mehmed VI do Império Otomano, pois se casou com sua filha mais nova , Rukiye Sabiha Sultan.
Nascido em 27 de fevereiro de 1898 no Palácio Ortaköy. Seu pai era Abdulmejid II, filho do sultão Abdulaziz e Hayranidil Kadın, e sua mãe foi sua primeira consorte Şehsuvar Hanım. Ele tinha uma meia-irmã mais nova , Dürrüşehvar Sultan.
Ömer Faruk morreu em 28 de março de 1969 no Cairo, Egito. Seu corpo foi levado de volta para Istambul e foi enterrado no mausoléu do sultão Mahmud II.

## Descendentes
| Nome                    | Aniversário                             | Morte                | Notas                                                                               |
| ----------------------- | --------------------------------------- | -------------------- | ----------------------------------------------------------------------------------- |
| Fatma Neslişah Sultão   | 2 de fevereiro de 1921                  | 2 de abril de 2012   | Casou-se uma vez e teve filhos, um filho e uma filha; morreu em Istambul, Turquia   |
| Zehra Hanzade Sultão    | 12 de setembro de 1923                  | 19 de março de 1998  | Casou-se uma vez e teve filhos, um filho e uma filha; morreu em Paris, França       |
| Necla Hibetullah Sultan | 16 de maio de 1926Bardakçı 2017, p. xvi | 6 de outubro de 2006 | Nasceu em Nice, França; casou-se uma vez e teve um filho; morreu em Madrid, Espanha |